# Iniciativa de Chiang Mai

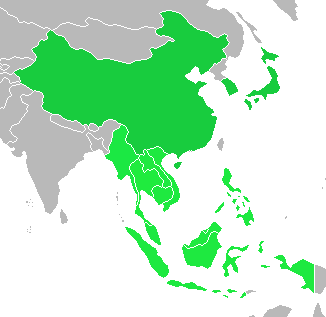
Participantes da Iniciativa de Chiang Mai: estados regulares da ASEAN em verde; Mais três estados em verde-escuro que estão na Iniciativa de Chiang Mai, mas não são pertencentes à ASEAN.

A Iniciativa de Chiang Mai (CMI, na sigla em inglês ) é um acordo de divisas multilateral entre os dez membros da Associação das Nações do Sudeste Asiático (ASEAN), mais a República Popular da China (incluindo Hong Kong), Japão e a Coreia do Sul. Inspira-se em reservas cambiais no valor de US$ 120 bilhões e foi lançada em 24 de março de 2010. Essa associação foi ampliada para US$ 240 bilhões em 2012.
A iniciativa começou como uma série de acordos bilaterais após a ASEAN e mais três países reunirem-se em 6 de maio de 2000, em Chiang Mai, na Tailândia, em uma reunião anual do Banco Asiático de Desenvolvimento. Depois crise financeira asiática de 1997, os países membros começaram a propor soluções para gerenciar problemas de liquidez regionais de curto prazo e facilitar o trabalho de outros acordos financeiros internacionais e organizações, como o Fundo Monetário Internacional (FMI).

## Histórico
No auge da crise financeira asiática de 1997, autoridades japonesas propuseram um Fundo Monetário Asiático, que serviria como uma versão regional do Fundo Monetário Internacional (FMI). No entanto, essa ideia foi arquivada depois de encontrar forte resistência dos Estados Unidos. Depois da crise, os ministros das finanças dos países membros da Associação de Nações do Sudeste Asiático (ASEAN), além da República Popular da China, Japão e Coreia do Sul, reuniram-se em 6 de maio de 2000 na 33ª Reunião anual do Conselho de Governadores do Banco asiático de Desenvolvimento (ADB), em Chiang Mai, Tailândia, para discutir a criação de uma rede de acordos bilaterais de reservas de finanças. A proposta foi apelidada de "Iniciativa de Chiang Mai" e destina-se a evitar a repetição futura da crise financeira asiática. Ela também deixa implícita a possibilidade de estabelecer um pool de reservas cambiais acessíveis através da participação dos bancos centrais para combater a especulação da moeda. A proposta também iria complementar os recursos financeiros de instituições internacionais como o FMI.
A partir de 16 de outubro de 2009, a rede consistia em 16 acordos bilaterais entre os países ASEAN, mais três no valor de aproximadamente US$ 90 bilhões. Além disso, as reservas tiveram uma aproximadamente US$ 2 bilhões como prometimento de acréscimo a cada ano.

## Participantes
| Bandeira | País              | Moeda              | Banco Central                                              | Produto interno bruto (PIB) (em US$) | Contribuição financeira (milhões de US$) | Endividamento máximo (milhões de US$) |
| -------- | ----------------- | ------------------ | ---------------------------------------------------------- | ------------------------------------ | ---------------------------------------- | ------------------------------------- |
|          | China e Hong Kong | yuan e dólar       | Banco Popular da China e Autoridade Monetária de Hong Kong | 20.853.017                           | 38.400 milhões                           | 19.200                                |
|          | Japão             | iene               | Banco do Japão                                             | 4.931.877                            | 38.400                                   | 19.200                                |
|          | Coreia do Sul     | won                | Banco da Coreia                                            | 1,928,621                            | 19.200                                   | 19.200                                |
|          | Indonésia         | rupia              | Banco Indonésio                                            | 3.027.827                            | 4.770                                    | 11.925                                |
|          | Tailândia         | baht               | Banco da Tailândia                                         | 1.152.421                            | 4.770                                    | 11.925                                |
|          | Malásia           | ringgit            | Bank Negara Malaysia                                       | 859.881                              | 4.770                                    | 11.925                                |
|          | Singapura         | dólar singapuriano | Autoridade Monetária de Singapura                          | 484.951                              | 4.770                                    | 11.925                                |
|          | Filipinas         | peso               | Banco Central das Filipinas                                | 831 047                              | 3.680                                    | 9.200                                 |
|          | Vietnã            | đồng               | Banco do Estado do Vietnã                                  | 592.848                              | 1.000                                    | 5.000                                 |
|          | Camboja           | riel               | Banco Nacional do Cambodia                                 | 54.205                               | 120                                      | 600                                   |
|          | Myanmar           | kyat               | Banco Central de Myanmar                                   | 283.532                              | 60                                       | 300                                   |
|          | Brunei            | dólar bruneíno     | Conselho Monetário de moeda do Brunei                      | 33.219                               | 30                                       | 150                                   |
|          | Laos              | kip                | Banco da República Democrática Popular do Laos             | 37.322                               | 30                                       | 150                                   |

A China detém as maiores reservas cambiais do grupo, e também as maiores do mundo, que chegaram a US$ 1 trilhão em novembro de 2006. As reservas chinesas atingiram US$ 2,270 trilhões em setembro de 2009. O Japão possui as segundas maiores reservas de divisas no grupo, e tornou-se o segundo país a atingir US$ 1 trilhão em reservas em fevereiro de 2008. A Coreia do Sul está em sexto lugar em reservas cambiais, que atingiram US$ 270,9 bilhões em novembro de 2009.